# Çavuşin
Çavuşin és un poble del districte d'Avanos a la província de Nevşehir a la regió de Capadòcia de Turquia. La seva població és de 421 habitants (2022). Es troba a la carretera entre Avanos i Göreme, a uns cinc quilòmetres al nord de Göreme. La part més antiga del poble es troba sobre i al voltant d'una gran carena de roca visible a quilòmetres al voltant. La majoria de les cases modernes estan més a prop de la carretera principal on els vilatans van ser reallotjats a principis dels anys 60 enmig de la por que les seves antigues cases podrien esfondrar-se. Fins fa poc, Çavuşin era més o menys ignorada pel turisme malgrat la seva proximitat amb Göreme. Tanmateix, a la dècada de 2010 també es van obrir més hotels a Cavuşin, especialment a la part més antiga del poble.